# Manon Valentino
Pour les articles homonymes, voir Valentino.
Manon Valentino, née le 25 août 1990 à Valréas, est une coureuse cycliste française, spécialiste du bicycle motocross (BMX).

## Biographie
Manon Valentino remporte le titre junior chez les féminines, et la seconde place en cruiser-junior aux Championnats du monde de BMX 2008. Elle est d'ascendance guadeloupéenne. Championne d'Europe en 2011, la sportive remporte la médaille de bronze lors des championnats du monde de BMX 2013. Elle participe aux Jeux olympiques de 2016 à Rio et atteint la finale lors de laquelle elle chute lourdement. Lors de la Coupe du monde de BMX 2019, la cycliste remporte deux manches, l'une à Manchester et l'autre à Saint-Quentin-en-Yvelines.

## Palmarès en BMX

### Jeux olympiques
- Rio 2016
  - 8e
- Tokyo 2021
  - Éliminée en quarts de finale

### Championnats du monde
- Taiyuan 2008
  -  Championne du monde de BMX juniors
  -  Médaillée d'argent du championnat du monde de BMX en cruiser juniors
- Adélaïde 2009
  -  Médaillée d'argent du championnat du monde de BMX en cruiser
- Auckland 2013
  -  Médaillée de bronze du championnat du monde de BMX

### Coupe du monde
- 2009 : 22e du classement général
- 2010 : 27e du classement général
- 2011 : 7e du classement général, vainqueur de la première étape à Pietermaritzburg (Afrique du Sud)
- 2012 : 16e du classement général
- 2013 : 7e du classement général
- 2014 : 7e du classement général
- 2016 : 14e du classement général
- 2018 : 7e du classement général
- 2019 : 5e du classement général, vainqueur de deux manches
- 2020 : 3e du classement général
- 2021 : 18e du classement général
- 2022 : 29e du classement général
- 2023 : 22e du classement général
- 2024 : 27e du classement général

### Championnats d'Europe
- 2009
  -  Médaillée de bronze du BMX
- 2011
  -  Championne d'Europe de BMX
- 2013
  -  Championne d'Europe de BMX
- 2014
  -  Médaillée d'argent du BMX
- 2021
  -  Médaillée d'argent du BMX

### Coupe d'Europe
- 2019 : 4e du classement général, vainqueur d'une manche
- 2023 : 7e du classement général

### Championnats de France
- 2011

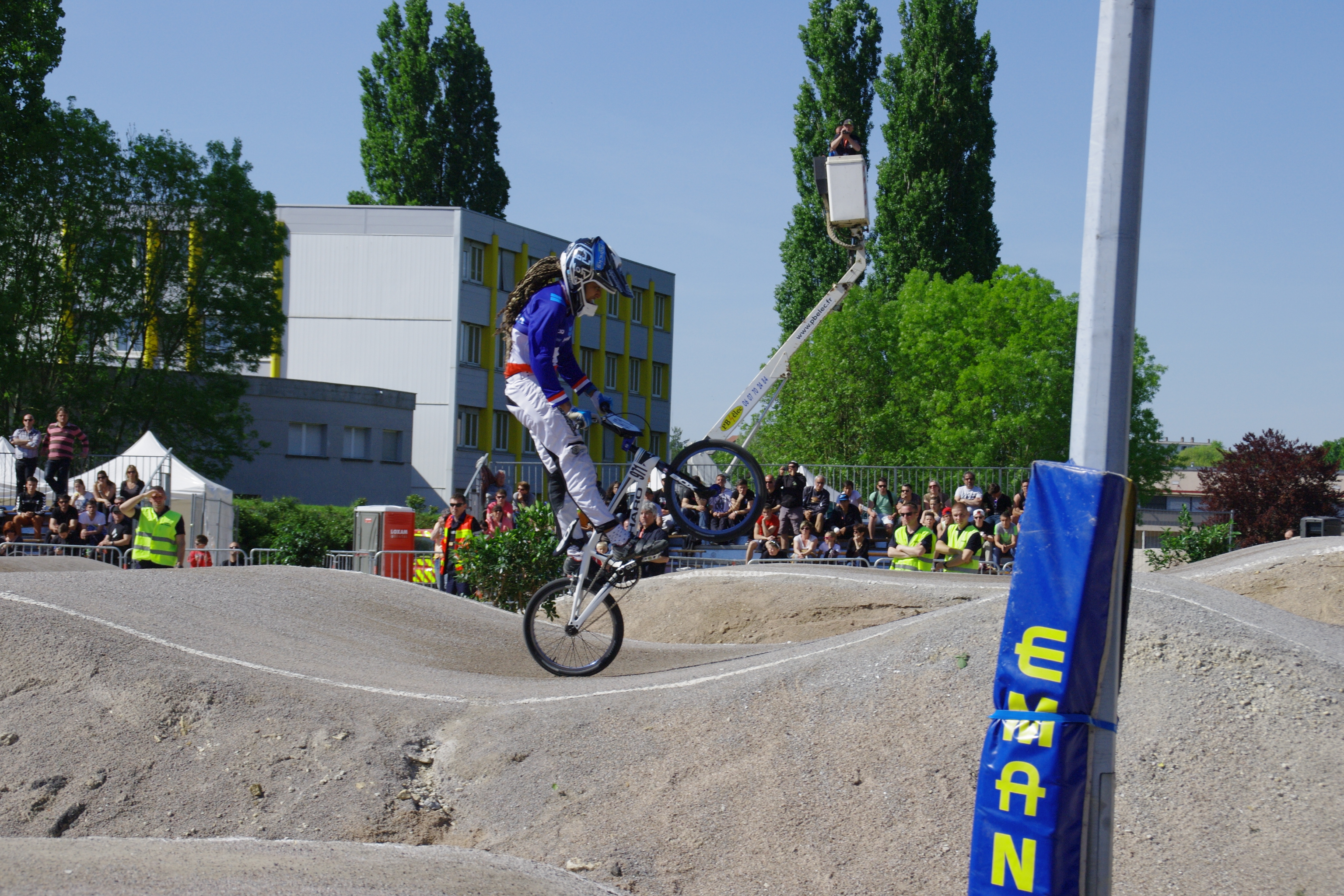

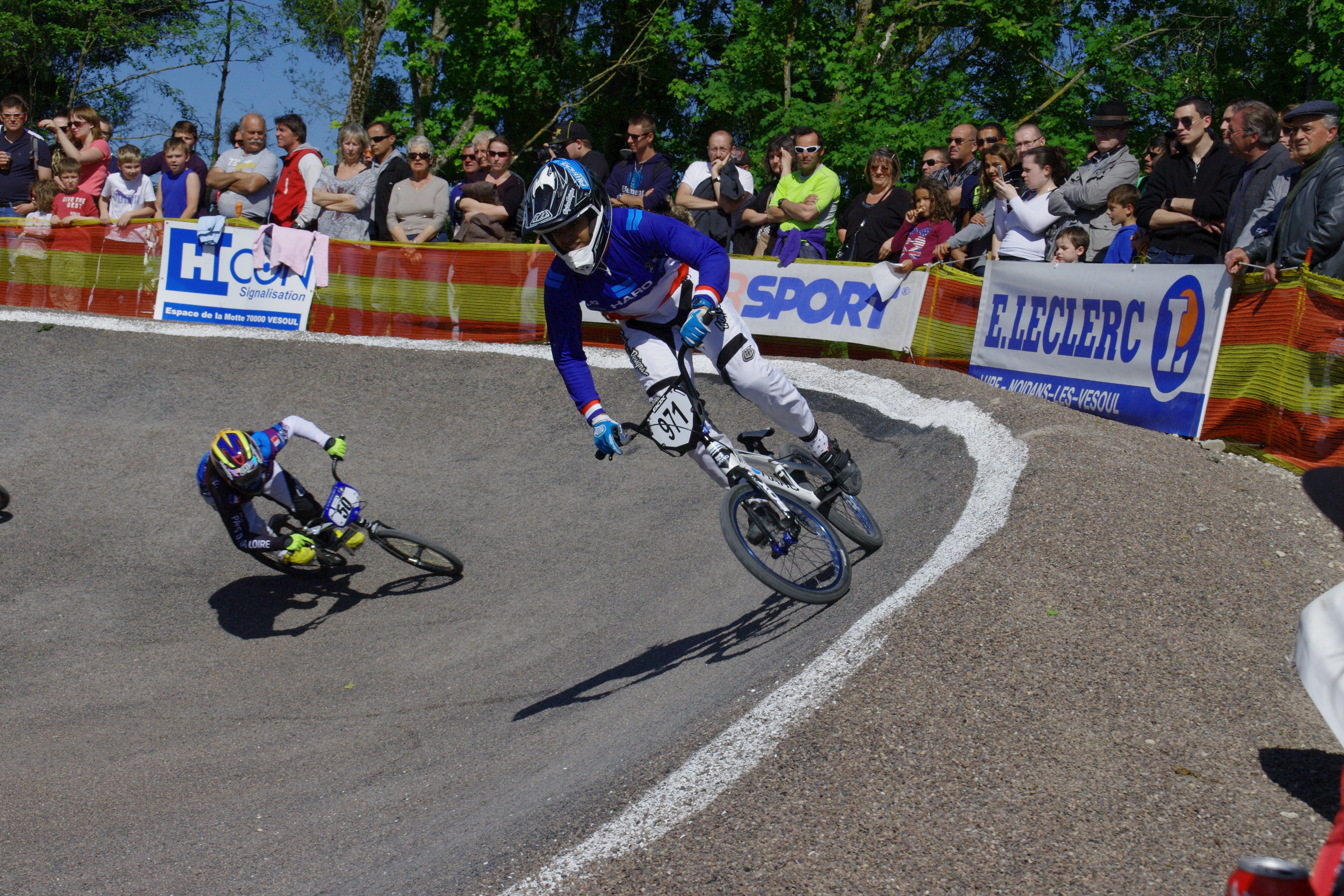

  -  Championne de France de BMX
- 2012
  - 3e du BMX
- 2013
  -  Championne de France de BMX
- 2014
  -  Championne de France de BMX
- 2016
  -  Championne de France du contre-la-montre en BMX
- 2017
  - 3e du contre-la-montre en BMX
- 2018
  -  Championne de France de BMX[4]
  - 2e du contre-la-montre en BMX
- 2019
  -  Championne de France de BMX
  - 3e du contre-la-montre en BMX
- 2021
  - 3e du BMX